# ライアン・ケネディ
ライアン・ケネディ（Ryan Kennedy, 1982年12月6日 - ）は、カナダ出身の俳優である。

## 出演作品

### 映画
- ハイブリッド
- そんな彼なら別れさせます!
- アイス・ツイスター（ゲイリー）
- ツイスター2008（ライアン）
- ボディヒート/秘められた欲望
- インクレディブル（マイク）
- ブレイド ブラッド・オブ・カソン

### テレビシリーズ
- リーガルに恋して シーズン1
- サイク/名探偵はサイキック? シーズン4
- サンクチュアリ シーズン2
- フラッシュポイント -特殊機動隊SRU- シーズン2
- ヤング・スーパーマン シーズン8
- メジャークライム シーズン3第9話～